# نیجو نارینوبو
نیجو نارینوبو (به ژاپنی: 二条 斉信 Nijō Narinobu); ۱۰ آوریل ۱۷۸۸ – ۹ ژوئن ۱۸۴۷)  سادایجین در زمان امپراتور کومی بود، پسر نیجو هاروتاکا، کوگیو (اشراف دربار) ژاپنی دوره ادو (1603-1868) بود. او با توکوگاوا جوکو (1796-1844)، دختر هفتمین رئیس قلمرو میتو توکوگاوا هاروتوشی ازدواج کرد. این زوج در میان دیگران پسری به نام نیجو نارییوکی داشتند.